# Dresdner Sportclub 1898 1998-1999
Questa voce raccoglie le informazioni riguardanti il Dresdner Sportclub 1898 nelle competizioni ufficiali della stagione 1998-1999.

## Stagione
Nella stagione 1998-1999 il Dresdner SC, allenato da Matthias Müller e Matthias Schulz, concluse il campionato di Regionalliga nordest al 13º posto.

## Rosa
| N. |                       | Ruolo | Calciatore          |
| -- | --------------------- | ----- | ------------------- |
| 1  | Germania (bandiera)   | P     | Thomas Weidner      |
| 3  | Germania (bandiera)   | D     | Andreas Diebitz     |
| 6  | Germania (bandiera)   | A     | Thomas Schmidt      |
| 7  | Germania (bandiera)   | C     | Gunnar Klemm        |
| 8  | Croazia (bandiera)    | C     | Nikica Maglica      |
| 12 | Germania (bandiera)   | P     | Andreas Michael     |
| 13 | Germania (bandiera)   | D     | Knut Michael        |
| 15 | Germania (bandiera)   | A     | Alexander Gleis     |
| 18 | Germania (bandiera)   | D     | Veiko Berger        |
|    | Montenegro (bandiera) | D     | Branislav Bulatovic |
|    | Germania (bandiera)   | D     | Sören Hetzer        |
|    | Germania (bandiera)   | D     | Sören Holz          |

| N. |                     | Ruolo | Calciatore       |
| -- | ------------------- | ----- | ---------------- |
|    | Germania (bandiera) | C     | Dennis Arbeiter  |
|    | Germania (bandiera) | C     | Steffen Binke    |
|    | Germania (bandiera) | C     | Stefan Bloß      |
|    | Germania (bandiera) | C     | Timo Ehle        |
|    | Germania (bandiera) | C     | Peter Heidler    |
|    | Germania (bandiera) | C     | Robert Krause    |
|    | Germania (bandiera) | C     | Mario Kreibich   |
|    | Germania (bandiera) | C     | Robert Simon     |
|    | Germania (bandiera) | A     | Daniel Bensch    |
|    | Germania (bandiera) | A     | Hagen Fritzsche  |
|    | Germania (bandiera) | A     | Hans-Jürgen Weiß |

## Organigramma societario
Area tecnica
- Allenatore: Matthias Schulz
- Allenatore in seconda: Karsten Petersohn
- Preparatore dei portieri:
- Preparatori atletici:
- Analisi video:

## Calciomercato

### Sessione estiva
| Acquisti | Acquisti        | Acquisti        | Acquisti |
| R.       | Nome            | da              | Modalità |
| -------- | --------------- | --------------- | -------- |
| C        | Steffen Binke   | Dinamo Dresda   |          |
| D        | Andreas Diebitz | Bischofswerdaer |          |
| C        | Timo Ehle       | Oldenburg       |          |
| A        | Hagen Fritzsche | Dinamo Dresda   |          |

| Cessioni | Cessioni    | Cessioni        | Cessioni |
| R.       | Nome        | a               | Modalità |
| -------- | ----------- | --------------- | -------- |
| A        | Dirk Losert | Bischofswerdaer |          |

### Sessione invernale
| Acquisti | Acquisti | Acquisti | Acquisti |
| R.       | Nome     | da       | Modalità |
| -------- | -------- | -------- | -------- |

| Cessioni | Cessioni        | Cessioni             | Cessioni |
| R.       | Nome            | a                    | Modalità |
| -------- | --------------- | -------------------- | -------- |
| D        | Steffen Büttner | FV Dresden-Laubegast |          |

## Risultati

### Regionalliga nordest

#### Girone di andata
| Arbitro: | Seeger |

|          |           |            |
| Weiß 89’ | Marcatori | 85’ Thieme |

| Arbitro: | Robel |

|             |           |  |
| Lindner 25’ | Marcatori |  |

| Arbitro: | Voigt |

|  |           |                        |
|  | Marcatori | 20’ Nagy 25’ Schönfeld |

| Arbitro: | Sather |

|                                    |           |  |
| Mehlhorn 18’ Ullmann 42’ Kunze 65’ | Marcatori |  |

| Arbitro: | Sturm |

|           |           |               |
| Gleis 88’ | Marcatori | 62’ Hannemann |

| Arbitro: | Reimer |

|                           |           |  |
| Micevski 1’ Menze 3’, 66’ | Marcatori |  |

| Arbitro: | Richter |

|                                 |           |  |
| Berger 41’ Gleis 84’ Bensch 86’ | Marcatori |  |

| Arbitro: | Scheibel |

|             |           |  |
| Popović 79’ | Marcatori |  |

| Arbitro: | Spickenagel |

|          |           |  |
| Weiß 14’ | Marcatori |  |

| Arbitro: | Sax |

|                                     |           |  |
| Steiner 43’ Kildanowicz 64’ Lau 70’ | Marcatori |  |

| Arbitro: | Blumenstein |

|  |           |                         |
|  | Marcatori | 24’ Seifert 63’ Dittgen |

| Plauen 23 ottobre 1998, ore 20:00 CEST 12ª giornata | Plauen | 0 – 0 referto | Dresdner SC | Vogtlandstadion (3 000 spett.)\| Arbitro: \| Sather \| |
| Arbitro:                                            | Sather |               |             |                                                        |

| Arbitro: | Fleske |

|                  |           |  |
| Gezen 62’ (rig.) | Marcatori |  |

| Arbitro: | Reck |

|                    |           |              |
| Binke 54’ Holz 86’ | Marcatori | 89’ Grempler |

| Arbitro: | Binkowski |

|  |           |           |
|  | Marcatori | 48’ Binke |

| Arbitro: | Voigt |

|                                |           |                                                                     |
| Gleis 29’ Binke 87’ Berger 90’ | Marcatori | 15’ Nowacki 31’ Tautenhahn 36’ Thielemann 60’, 63’ Pagels 73’ Hasse |

| Berlino 17 gennaio 1999, ore 13:00 CET 17ª giornata | Spandauer | 0 – 0 referto | Dresdner SC | Stadion Neuendorfer Straße (174 spett.)\| Arbitro: \| Pleßke \| |
| Arbitro:                                            | Pleßke    |               |             |                                                                 |

#### Girone di ritorno
| Arbitro: | Melms |

|                  |           |           |
| Klenge 3’ (rig.) | Marcatori | 37’ Binke |

| Arbitro: | Sturm |

|  |           |           |
|  | Marcatori | 35’ Lucic |

| Arbitro: | Richter |

|  |           |           |
|  | Marcatori | 36’ Binke |

| Arbitro: | Weise |

|  |           |                                               |
|  | Marcatori | 9’, 39’ Ullmann 19’ Jendrossek 59’ Bittermann |

| Arbitro: | Dittrich |

|                                                         |           |  |
| Kretzschmar 7’ (rig.), 12’ (rig.) Hähnge 26’ Wójcik 31’ | Marcatori |  |

| Arbitro: | Kruse |

|                    |           |                  |
| Gleis 60’ Ehle 90’ | Marcatori | 74’, 85’ Oelkuch |

| Arbitro: | Cyrklaff |

|             |           |             |
| Rusayev 66’ | Marcatori | 15’ Schmidt |

| Arbitro: | Schößling |

|                                      |           |                               |
| Ragne 9’ (aut.) Bulatovic 61’ (rig.) | Marcatori | 18’ Nierlich 45’, 77’ Popović |

| Arbitro: | Scheibel |

|  |           |                       |
|  | Marcatori | 10’ Binke 85’ Michael |

| Arbitro: | Kiefer |

|               |           |           |
| Bulatovic 36’ | Marcatori | 86’ Kipre |

| Arbitro: | Gräfe |

|                                 |           |                   |
| Malacarne 86’ Werner 90’ (rig.) | Marcatori | 37’ (aut.) Bančić |

| Arbitro: | Köpp |

|  |           |                 |
|  | Marcatori | 38’, 48’ Starke |

| Arbitro: | Wolf |

|           |           |                      |
| Binke 70’ | Marcatori | 12’ Seruga 76’ Sapon |

| Arbitro: | Gräfe |

|          |           |                            |
| Berg 28’ | Marcatori | 35’ Gleis 68’ (rig.) Binke |

| Arbitro: | Melms |

|                |           |  |
| Gleis 29’, 64’ | Marcatori |  |

| Arbitro: | Endmann |

|             |           |             |
| Nowacki 45’ | Marcatori | 69’ Diebitz |

| Arbitro: | Cyrklaff |

|                       |           |              |
| Maglica 49’ Gleis 54’ | Marcatori | 65’ Perkovic |

## Statistiche

### Statistiche di squadra
| Competizione         | Punti | In casa | In casa | In casa | In casa | In casa | In casa | In trasferta | In trasferta | In trasferta | In trasferta | In trasferta | In trasferta | Totale | Totale | Totale | Totale | Totale | Totale | DR  |
| Competizione         | Punti | G       | V       | N       | P       | Gf      | Gs      | G            | V            | N            | P            | Gf           | Gs           | G      | V      | N      | P      | Gf     | Gs     | DR  |
| -------------------- | ----- | ------- | ------- | ------- | ------- | ------- | ------- | ------------ | ------------ | ------------ | ------------ | ------------ | ------------ | ------ | ------ | ------ | ------ | ------ | ------ | --- |
| Regionalliga nordest | 36    | 17      | 5       | 4       | 8       | 21      | 29      | 17           | 4            | 5            | 8            | 10           | 22           | 34     | 9      | 9      | 16     | 31     | 51     | -20 |
| Totale               | 36    | 17      | 5       | 4       | 8       | 21      | 29      | 17           | 4            | 5            | 8            | 10           | 22           | 34     | 9      | 9      | 16     | 31     | 51     | -20 |

### Andamento in campionato
| Giornata  | 1 | 2  | 3  | 4  | 5  | 6  | 7  | 8  | 9  | 10 | 11 | 12 | 13 | 14 | 15 | 16 | 17 | 18 | 19 | 20 | 21 | 22 | 23 | 24 | 25 | 26 | 27 | 28 | 29 | 30 | 31 | 32 | 33 | 34 |
| --------- | - | -- | -- | -- | -- | -- | -- | -- | -- | -- | -- | -- | -- | -- | -- | -- | -- | -- | -- | -- | -- | -- | -- | -- | -- | -- | -- | -- | -- | -- | -- | -- | -- | -- |
| Luogo     | C | T  | C  | T  | C  | T  | C  | T  | C  | T  | C  | T  | T  | C  | T  | C  | T  | T  | C  | T  | C  | T  | C  | T  | C  | T  | C  | T  | C  | C  | T  | C  | T  | C  |
| Risultato | N | P  | P  | P  | N  | P  | V  | P  | V  | P  | P  | N  | P  | V  | V  | P  | N  | N  | P  | V  | P  | P  | N  | N  | P  | V  | N  | P  | P  | P  | V  | V  | N  | V  |
| Posizione | 8 | 12 | 16 | 16 | 16 | 17 | 15 | 16 | 15 | 17 | 17 | 17 | 17 | 15 | 14 | 14 | 15 | 14 | 15 | 13 | 13 | 14 | 14 | 14 | 14 | 14 | 14 | 14 | 15 | 15 | 15 | 15 | 15 | 13 |

Legenda:

Luogo: C = Casa; T = Trasferta. Risultato: V = Vittoria; N = Pareggio; P = Sconfitta.

### Statistiche dei giocatori
| D. Arbeiter  | 7  | 0 | 1 | 1 |
| D. Bensch    | 26 | 1 | 5 | 0 |
| V. Berger    | 26 | 2 | 2 | 0 |
| S. Binke     | 31 | 8 | 5 | 0 |
| S. Bloß      | 32 | 0 | 4 | 0 |
| B. Bulatovic | 26 | 2 | 3 | 1 |
| S. Büttner   | 10 | 0 | 1 | 0 |
| A. Diebitz   | 32 | 1 | 8 | 1 |
| T. Ehle      | 13 | 1 | 6 | 0 |
| H. Fritzsche | 8  | 0 | 1 | 0 |
| A. Gleis     | 32 | 8 | 2 | 1 |
| P. Heidler   | 14 | 0 | 2 | 1 |
| S. Hetzer    | 10 | 0 | 1 | 0 |
| S. Holz      | 27 | 1 | 3 | 0 |
| G. Klemm     | 2  | 0 | 0 | 0 |
| R. Krause    | 4  | 0 | 0 | 0 |
| M. Kreibich  | 0  | 0 | 0 | 0 |
| N. Maglica   | 34 | 1 | 9 | 0 |
| A. Michael   | 2  | 0 | 0 | 0 |
| K. Michael   | 29 | 1 | 7 | 1 |
| T. Schmidt   | 27 | 1 | 4 | 0 |
| R. Simon     | 5  | 0 | 2 | 0 |
| T. Weidner   | 33 | 0 | 1 | 0 |
| H. Weiß      | 31 | 2 | 1 | 0 |